# Harter Kopf
Der Harte Kopf – alternativ Horterkopf genannt – ist ein insgesamt 451,5 m ü. NHN hoher Berg im Pfälzerwald.

## Geographie

### Lage
Der Berg befindet sich größtenteils auf der Gemarkung der kreisfreien Stadt Kaiserslautern, lediglich der Südostfuß gehört zur Waldgemarkung der Ortsgemeinde Hochspeyer. Umliegende Berge sind der Dammberg im Westen und der Kleine Roßrück im Südwesten.

### Naturräumliche Zuordnung
1. Großregion 1. Ordnung: Schichtstufenland beiderseits des Oberrheingrabens
2. Großregion 2. Ordnung: Pfälzisch-saarländisches Schichtstufenland
3. Großregion 3. Ordnung: Pfälzerwald
4. Region 4. Ordnung (Haupteinheit): Mittlerer Pfälzerwald
5. Region 5. Ordnung: Frankenweide

## Kultur und Natur
Auf dem Berg befinden sich die Rittersteine 144 und 145; beide verweisen auf Schanzen aus der Zeit des Ersten Koalitionskrieges. Letzterer ist zudem als Naturdenkmal ausgewiesen.

## Verkehr
Entlang seines Südostfußes verläuft in Nord-Süd-Richtung die Bundesstraße 48 und entlang seines Westfußes die Landesstraße 504, die nach Kaiserslautern führt.

## Tourismus
Über die Westflanke führt ein Wanderweg, der mit einem weiß-roten Balken markiert ist und die Verbindung mit Kaiserslautern sowie Neustadt an der Weinstraße und Speyer herstellt.